# Edoardo Furi
Edoardo Furi detto Randellone (Santa Fiora, 2 dicembre 1883 – Santa Fiora, 23 settembre 1962) è stato un fantino italiano.
Di mestiere vetturino, ha disputato il Palio di Siena in dodici occasioni, riuscendo a vincere una volta: il 16 agosto 1923 per la Giraffa.

## La vittoria
La vittoria di Randellone si realizzò dopo un duello spettacolare a colpi di nerbate con Picino dell'Oca; quest'ultimo, in testa fin dall'inizio, subì il ritorno di Randellone all'ultima curva del Casato. Dopo la vittoria nacquero molte polemiche relative all'enorme spesa sostenuta dalla Giraffa per vincere il Palio. Non vennero nemmeno pagati gli accordi messi in atto da Randellone con i fantini di Nicchio, Montone e Drago.

## Presenze al Palio di Siena
Le vittorie sono evidenziate ed indicate in neretto.
| Palio          | Contrada | Cavallo              |
| -------------- | -------- | -------------------- |
| 2 luglio 1919  | Torre    | Stellina (scosso)    |
| 16 agosto 1919 | Pantera  | Sauro di E. Furi     |
| 2 luglio 1922  | Leocorno | Lola                 |
| 16 agosto 1922 | Torre    | Baio di E. Furi      |
| 16 agosto 1923 | Giraffa  | Lola                 |
| 2 luglio 1924  | Tartuca  | Lola                 |
| 16 agosto 1924 | Torre    | Lola                 |
| 2 luglio 1925  | Giraffa  | Fiorello (scosso)    |
| 16 agosto 1925 | Onda     | Lola                 |
| 2 luglio 1926  | Leocorno | Grigio di O. Fiaschi |
| 2 luglio 1927  | Drago    | Giacca               |
| 2 luglio 1928  | Leocorno | Giacca               |